# Minami-ku (Nagoya)
Minami-ku (南区?) è uno dei sedici quartieri amministrativi della città di Nagoya, in Giappone.